# Lauriane Genest
Lauriane Genest (Montreal, 28 de maio de 1998) é uma desportista canadiana que compete no ciclismo na modalidade de pista. Participou nos Jogos Olímpicos de Verão de 2020, obtendo uma medalha de bronze na prova de keirin.

## Palmarés internacional
| Jogos Olímpicos | Jogos Olímpicos | Jogos Olímpicos   | Jogos Olímpicos |
| Ano             | Lugar           | Medalha           | Competição      |
| --------------- | --------------- | ----------------- | --------------- |
| 2020            | Tóquio ( Japão) | Medalha de bronze | Keirin          |